# Saint-Pierre-des-Jonquières
Saint-Pierre-des-Jonquières is een gemeente in het Franse departement Seine-Maritime (regio Normandië) en telt 113 inwoners (2009). De plaats maakt deel uit van het arrondissement Dieppe.

## Geografie
De oppervlakte van Saint-Pierre-des-Jonquières bedraagt 8,1 km², de bevolkingsdichtheid is dus 14 inwoners per km².
De onderstaande kaart toont de ligging van Saint-Pierre-des-Jonquières met de belangrijkste infrastructuur en aangrenzende gemeenten.

## Demografie
Onderstaande figuur toont het verloop van het inwonertal (bron: INSEE-tellingen).